# Racing Bulls Formula One Team
Racing Bulls S. p. A. (por motivos de patrocinio, Visa Cash App Racing Bulls Formula One Team; abreviado VCARB o simplemente RB) es una escudería italiana de Fórmula 1 que hizo su debut en la temporada 2024. Es propiedad de la empresa Red Bull GmbH. Entre 2020 y 2023 fue conocida como AlphaTauri, y a mediados de 2023 se anunció el cambio de nombre en medio de una reestructuración. Su base de operaciones es la misma, desde que el fabricante de bebidas energéticas Red Bull adquiriese la antigua escudería Minardi, localizada en la ciudad de Faenza, Italia.

## Historia

### Antecedentes y orígenes
Entre 1985 y 2005 el equipo era conocido como Minardi F1 Team, antes de que la empresa Red Bull GmbH comprara la escudería a Paul Stoddart, renombrándose como «Scuderia Toro Rosso». Toro Rosso corrió 268 Grandes Premios de Fórmula 1 entre 2006 y 2019, logrando tres podios, uno de ellos una victoria en el Gran Premio de Italia de 2008, ganado por Sebastian Vettel. En 2019 fue anunciado que para 2020 se cambiará el nombre del equipo a «AlphaTauri» para promocionar a la marca de ropa homónima.
AlphaTauri disputó 83 GGPP en sus tres años en la «máxima categoría», logrando dos podios, uno de ellos una victoria en el Gran Premio de Italia de 2020 de la mano del francés Pierre Gasly. A mediados de 2023 se anunció nuevamente el cambio de nombre del equipo en medio de una reestructuración de la gestión. Estaba previsto llamarse «Racing Bulls», cuando el 15 de diciembre fue revelada la lista oficial de participantes con el nombre «Scuderia AlphaTauri RB». Finalmente el 24 de enero de 2024, fue confirmado el nuevo nombre para la escudería: «RB Formula One Team». La corporación de servicios financieros Visa y la aplicación de pago móvil Cash App se unieron como patrocinadores principales.

### Fórmula 1

#### 2024
En su primer año en la Fórmula 1, RB alinea a los pilotos Daniel Ricciardo y Yuki Tsunoda como titulares y a Liam Lawson como piloto reserva, quienes en 2023 corrieron con la anteriormente denominada AlphaTauri.Asimismo, cuentan con Laurent Mekies en el cargo de director del equipo, quien anteriormente había trabajado en el mismo puesto en la Scuderia Ferrari.

## Resultados

### Fórmula 1
(Clave) (negrita indica pole position) (cursiva indica vuelta rápida)

| Año     | Chasis   | Motor                   | Neu. | N.º | Pilotos          | 1   | 2   | 3   | 4   | 5   | 6   | 7   | 8   | 9   | 10  | 11  | 12  | 13  | 14  | 15  | 16  | 17  | 18  | 19  | 20  | 21  | 22  | 23  | 24  | Puntos | Pos. |
| ------- | -------- | ----------------------- | ---- | --- | ---------------- | --- | --- | --- | --- | --- | --- | --- | --- | --- | --- | --- | --- | --- | --- | --- | --- | --- | --- | --- | --- | --- | --- | --- | --- | ------ | ---- |
| 2024    | VCARB 01 | Honda RBPTH002 V6 Turbo | P    |     |                  | BHR | ARA | AUS | JPN | CHN | MIA | EMI | MON | CAN | ESP | AUT | GBR | HUN | BEL | NED | ITA | AZE | SIN | USA | MEX | SÃO | LVG | QAT | ABU | 46     | 8.º  |
| 2024    | VCARB 01 | Honda RBPTH002 V6 Turbo | P    | 3   | Daniel Ricciardo | 13  | 16  | 12  | Ret | Ret | 154 | 13  | 12  | 8   | 15  | 9   | 13  | 12  | 10  | 12  | 13  | 13  | 18  |     |     |     |     |     |     | 46     | 8.º  |
| 2024    | VCARB 01 | Honda RBPTH002 V6 Turbo | P    | 22  | Yuki Tsunoda     | 14  | 14  | 7   | 10  | Ret | 78  | 10  | 8   | 14  | 19  | 14  | 10  | 9   | 16  | 17  | Ret | Ret | 12  | 14  | Ret | 7   | 9   | 13  | 12  | 46     | 8.º  |
| 2024    | VCARB 01 | Honda RBPTH002 V6 Turbo | P    | 30  | Liam Lawson      |     |     |     |     |     |     |     |     |     |     |     |     |     |     |     |     |     |     | 9   | 16  | 9   | 16  | 14  | 17† | 46     | 8.º  |
| 2025*   | VCARB 02 | Honda RBPTH002 V6 Turbo | P    |     |                  | AUS | CHN | JPN | BHR | ARA | MIA | EMI | MON | ESP | CAN | AUT | GBR | BEL | HUN | NED | ITA | AZE | SIN | USA | MEX | SÃO | LVG | QAT | ABU | 45     | 8.º  |
| 2025*   | VCARB 02 | Honda RBPTH002 V6 Turbo | P    | 6   | Isack Hadjar     | DNS | 11  | 8   | 13  | 10  | 11  | 9   | 6   | 7   | 16  | 12  | Ret | 208 | 11  |     |     |     |     |     |     |     |     |     |     | 45     | 8.º  |
| 2025*   | VCARB 02 | Honda RBPTH002 V6 Turbo | P    | 22  | Yuki Tsunoda     | 12  | 166 |     |     |     |     |     |     |     |     |     |     |     |     |     |     |     |     |     |     |     |     |     |     | 45     | 8.º  |
| 2025*   | VCARB 02 | Honda RBPTH002 V6 Turbo | P    | 30  | Liam Lawson      |     |     | 17  | 16  | 12  | Ret | 14  | 8   | 11  | Ret | 6   | Ret | 8   | 8   |     |     |     |     |     |     |     |     |     |     | 45     | 8.º  |
| Fuente: |          |                         |      |     |                  |     |     |     |     |     |     |     |     |     |     |     |     |     |     |     |     |     |     |     |     |     |     |     |     |        |      |

- * Temporada en progreso.

### Pilotos
| Pilotos          | Carreras | Victorias | Poles | VR | Podios | Puntos | Títulos |
| ---------------- | -------- | --------- | ----- | -- | ------ | ------ | ------- |
| Yuki Tsunoda     | 26       | 0         | 0     | 1  | 0      | 33     | 0       |
| Daniel Ricciardo | 18       | 0         | 0     | 1  | 0      | 12     | 0       |
| Liam Lawson      | 18       | 0         | 0     | 0  | 0      | 22     | 0       |
| Isack Hadjar     | 13       | 0         | 0     | 0  | 0      | 22     | 0       |
| Fuente:          |          |           |       |    |        |        |         |

- Negrita indica pilotos actuales.